# Azul (jeu)
Pour les articles homonymes, voir Azul.
Azul est un jeu de société pour 2 à 4 joueurs conçu par Michael Kiesling et publié par Next Move Games en 2017.
Il est récompensé par  le Spiel des Jahres (Jeu de l'année) et l'As d'or - Jeu de l'année en 2018.

## Principe du jeu
Chaque joueur dispose d'un plateau personnel représentant un mur qu'il devra décorer.
Pour cela, à tour de rôle, les joueurs vont piocher des tuiles (azulejos) depuis des fabriques, qu'ils vont ensuite arranger sur leurs plateaux.

## Extensions
- Azul : Crystal Mosaic, 2020 (nouveaux plateaux de jeu)

## Jeux dérivés
- Azul : Les Vitraux de Sintra, 2018, Next Move Games
- Azul : Pavillon d'été, 2019, Next Move Games
- Azul : Le Jardin de la Reine, 2022, Next Move Games

## Récompenses
- As d'or Jeu de l'année 2018

- Spiel des Jahres 2018